# Maskenformen
Das Maskenformgießen, Maskenguss oder auch Croning-Verfahren genannt, ist eine Gießtechnik mit verlorener Form (d. h. einmal nutzbar). Es wurde 1944 von Johannes Croning in Hamburg zum Patent angemeldet.
Das Modell ist eine wenige Millimeter dünne Metallplatte, die erhitzt werden kann und mehrfach verwendbar ist.

## Verfahren
Der mit einer dünnen Schicht Phenolharz (ungefähr 8 %), Härter und Calciumstearat trocken umhüllte Quarzsand wird auf eine 250 bis 350 °C erhitzte Modellplatte aufgeschüttet. Die Hitze erweicht das Phenolharz (Schmelztemperatur 90 bis 115 °C) und bindet dadurch in einer Schichtdicke, abhängig von der Hitzeeinwirkung, den Quarzsand. Danach wird der nicht zusammengeschmolzene Formstoff in das Vorratsgefäß zurückgeschüttet. Anschließend wird die Formmaskenhälfte mithilfe von auf der Abdrückplatte montierten Auswerfern abgehoben. Eine Maskenhälfte wird nun mit der Teilung nach oben auf einen Rahmen gelegt und ggf. Kerne eingelegt. Dann wird die obere Maskenhälfte mithilfe von Heißkleber auf die untere Maskenhälfte aufgesetzt und auf ein Sandbett zum Abgießen gelegt. Die dabei entstandene Form wird Maskenform genannt.

## Vorteile
- Hohe Produktivität bei geringem Platzverbrauch, Eignung für alle Werkstoffe, gutes Formfüllungsvermögen, gute Gasdurchlässigkeit, geringere Lohnkosten, geringer Formsandverbrauch, hohe Maßgenauigkeit durch Aushärten auf der heißen Modellplatte, glatte Oberflächen, geringe Wandstärken möglich, Formmasken sind lagerfähig, Sand kann wiederaufbereitet werden.

## Nachteile
- teure Modellherstellung (nur für Serienfertigung geeignet)